# 特氏新唇脂鯉
特氏新唇脂鯉為輻鰭魚綱脂鯉目琴脂鯉亞目複齒脂鯉科的其中一種，為熱帶淡水魚，分布於非洲剛果河及尼羅河流域，體長可達4.1公分，棲息在沿岸植被生長茂密的溪流，屬雜食性，以藻類、浮游生物、小型甲殼類為食，生活習性不明。

## 扩展阅读
維基物種上的相關：特氏新唇脂鯉